# Bolostromus
Bolostromus is een geslacht van spinnen uit de familie Cyrtaucheniidae.

## Soorten
Het geslacht kent de volgende soorten:
- Bolostromus fauna (Simon, 1889)
- Bolostromus gaujoni (Simon, 1889)
- Bolostromus holguinensis Rudloff, 1996
- Bolostromus insularis (Simon, 1891)
- Bolostromus panamanus (Petrunkevitch, 1925)
- Bolostromus pulchripes (Simon, 1889)
- Bolostromus riveti Simon, 1903
- Bolostromus suspectus O. P.-Cambridge, 1911
- Bolostromus venustus Ausserer, 1875